# BMW Serie 6
La BMW Serie 6 è un'autovettura coupé di fascia alta prodotta dalla casa automobilistica tedesca BMW in tre generazioni: la prima, siglata E24, tra il 1976 e il 1989, la seconda, siglata E63 per la versione coupé introdotta nel 2003 ed E64 per la versione cabriolet introdotta nel 2004, ed entrambe commercializzate fino al 2011, anno in cui sono stati introdotti il coupé e la cabriolet (rispettivamente siglate F12 e F13) della terza generazione.
La Serie 6, insieme alla Serie 8, sono le uniche serie della produzione BMW a non essere state prodotte in maniera continua: infatti, al termine della produzione della prima serie, la E24, fu introdotta la Serie 8, prodotta dal 1989 al 1999. Solo quattro anni dopo la fine della produzione di questo modello, venne introdotta nuovamente la Serie 6, con la seconda generazione denominata E63. Da lì in poi, le coupé BMW di fascia alta avrebbero mantenuto la denominazione di Serie 6.

## Prima generazione (E24, 1976-1989)
La E24 è stata la prima delle Serie 6: disegnata da Paul Bracq, è stata anche l'unica Serie 6 ad essere stata prodotta unicamente con carrozzeria coupé. È stata anche la Serie 6 ad aver avuto i maggiori trascorsi sportivi.

## Seconda generazione (E63-E64, 2003-2010)
Dopo quattro anni dall'uscita di produzione della Serie 8, fu presentata nel 2003 in occasione del salone dell'automobile di Francoforte, la nuova Serie 6 Coupé, denominata internamente E63.
Per quanto riguarda il design, le nuove Serie 6 riprendono lo schietto stile di Chris Bangle, il designer tanto amato quanto odiato, che sulle BMW dei primi anni 2000 ha dato una sua impronta ben precisa, consistente in un design fatto di spigoli misti a curve.
L'anno successivo la vettura venne presentata anche in versione cabriolet (progetto E64), con capote completamente elettrica in tessuto.

## Terza generazione (F12-F13, 2011-2017)
Al salone di Parigi del 2010 è stata presentata la nuova Serie 6. Alla rassegna francese è stato esposto un prototipo con carrozzeria coupé, praticamente identico a quello definitivo da produrre in serie: la vettura fu una delle più ammirate della manifestazione. La presentazione ufficiale del modello definitivo venne fissata per il Salone di Ginevra dell'anno successivo, ma, già dalla seconda metà di gennaio del 2011, la vettura risultava ordinabile. L'aspetto insolito relativo al lancio di questo nuovo modello, sta nel fatto che, contrariamente a quanto visto durante la prima presentazione a Parigi, la prima versione a comparire in listino è stata la cabriolet, contrassegnata dalla sigla di progetto F12. Il coupé è previsto solo in seguito con sigla di progetto F13. La novità più importante fu però l'arrivo, nel 2012, della Serie 6 Gran Coupé a 4 porte (progetto F06).
I motori utilizzati erano due: un 6 cilindri da 3 litri con turbocompressore twin scroll e 320 CV di potenza massima, ed un V8 da 4.4 litri biturbo twin scroll da 407 CV di potenza massima.
La base meccanica utilizzata è quella della Serie 5 F10 che ha esordito un anno prima.

## Galleria d'immagini
| BMW E24 | BMW E63 e E64 | BMW F12 e F13 |
| ------- | ------------- | ------------- |
|         |               |               |
| 1976-89 | 2003-10       | 2011-2017     |

## BMW M6
La M6 è la versione più prestazionale della Serie 6: nel 1987 la prima M6 era stata commercializzata solo nel mercato USA, poi la seconda generazione è arrivata nel 2005, dapprima in versione coupé, seguita nel 2006 dalla cabriolet.
Nel 2012 viene avviata la produzione della terza M6, anch'essa prevista sia come coupé che come cabriolet.